# ژورنال آمریکایی آموزش جنسی
ژورنال آمریکایی آموزش جنسی (انگلیسی: American Journal of Sexuality Education) یک ژورنال علمی است که مقالاتش تحت داوری همتا است و از سال ۲۰۰۵ توسط روتلج منتشر می‌شود و پژوهش‌های انجام‌شده در مورد آموزش مسائل جنسی را پوشش می‌دهد. این نشریه، ژورنال رسمی انجمن مربیان، مشاوران و درمانگران مسائل جنسی آمریکا است.
این ژورنال در سال ۱۹۷۵ بنیان‌گذاری شد، اما از آن سال تا ۲۰۰۷ میلادی با نام «ژورنال درمان و آموزش جنسی» منتشر می‌شد و از سال ۲۰۰۵ بود که با نام جدید «ژورنال آمریکایی آموزش جنسی» انتشار یافت.